# Rassenkunde des deutschen Volkes
Rassenkunde des deutschen Volkes (en español: Ciencia Racial del Pueblo Alemán), es un libro escrito por el investigador racial alemán y miembro del Partido nacionalsocialista Obrero Alemán Hans Günther y publicado en 1922. El libro influyó fuertemente en la política racial del NSDAP; Adolf Hitler quedó tan impresionado con el trabajo que lo convirtió en la base de su política eugenésica. El libro había pasado por seis ediciones en 1926, y en 1945, se habían vendido más de medio millón de copias en Alemania. 

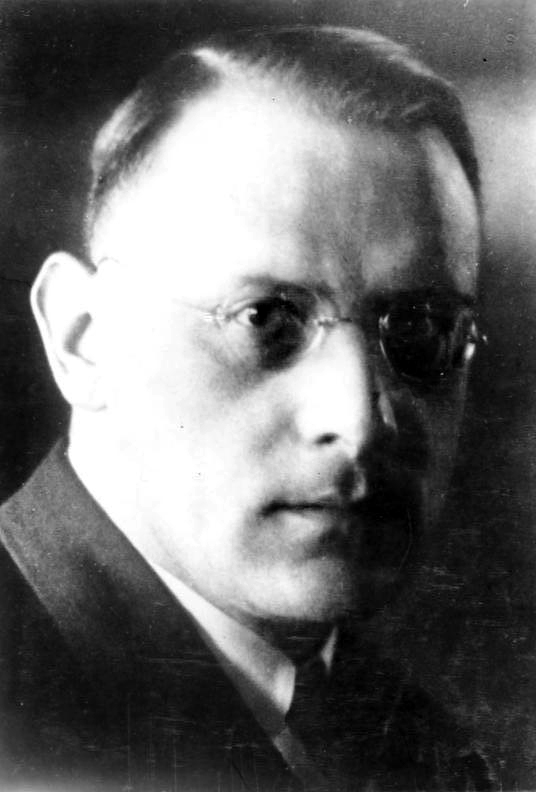
Hans Günther, autor del libro.

En el libro, Günther reconoce a los alemanes como compuestos por cinco subtipos raciales: nórdico, mediterráneo, alpino, báltico oriental y dinárico, considerando a los nórdicos como los primeros de la jerarquía racial. Definió cada subtipo racial de acuerdo con la apariencia física general y sus cualidades psicológicas, incluido su "alma racial", refiriéndose a sus rasgos emocionales y creencias religiosas, y proporcionó información detallada sobre el cabello, los ojos y la piel y la estructura facial. Proporcionó fotografías de alemanes identificados como nórdicos en lugares como Baden, Stuttgart, Salzburgo y Suabia, y proporcionó fotografías de alemanes que identificó como tipos alpinos y mediterráneos, especialmente en Vorarlberg, Baviera y la región de la Selva Negra de Baden.